# Sclerorhachis platyrachis
Sclerorhachis platyrachis là một loài thực vật có hoa trong họ Cúc. Loài này được (Boiss.) Podlech ex Rech.f. miêu tả khoa học đầu tiên năm 1986.